# Armando de Périgord
Armando de Périgord (em francês: Armand de Périgord/Hermann de Pierre-Grosse; * 1178 - † 1247), veio da família do Conde de Perigord. Nascido em 1178, ele entra muito cedo na Ordem dos Templários e toma a função de Mestre da província da Apúlia e Sicília 1205-1232, quando ele é eleito Grão-Mestre.
A partir de 1232, ele liderou seus cavaleiros em ofensivas contra importantes cidades de Caná, Safed e Séforis e contra as posições muçulmanos em torno do Mar de Tiberíades. Mas todas essas expedições só resultaram numa importante diminuição no número de Templários em todos os Estados Latinos.
Em 1236, a fronteira Sírio-Ciliciana é o palco de um desastre militar dos Templários. 120 cavaleiros com várias centenas de arqueiros e turcópolos tentaram tomar a cidade de Darbsâk (Terbezek). No início, os templários conseguiram entrar na cidade baixa. Mas, rapidamente, os soldados Aiúbidas retiraram-se junto com os reforços para a fortaleza da cidade que ofereceu grande resistência aos Templários. Ao mesmo tempo, a cavalaria de Alepo chegou pela retaguarda mataram os Templários. Dos 120 cavaleiros, menos de 20 conseguiram escapar e voltar para a fortaleza dos Templários de Baghrâs, 15 km distante. Essa batalha também é uma das poucas onde a Beauceant caiu nas mãos dos muçulmanos, depois de seu portador, o corajoso cavaleiro Guilherme de Argenton, ser cortada ao tentar salvá-la.
Além dos conflitos, o início da Grand-Mestrado de Armando de Périgord é mantido ocupado com discussões sobre o interesse e diplomacia que preocupavam as três Ordens. Templários desejavam estabelecer uma aliança com o sultão de Damas, enquanto Hospitalários e Teutônicos preferia se aproximar do sultão do Cairo. Em setembro de 1239, o que a história chamada "Cruzada dos franceses" desembarcou no Acre. Mal liderada pelo conde de Champagne Teobaldo IV e alguns outros cavaleiros extremamente conhecidos, Cruzados não aceitariam também nenhum conselho a partir de qualquer Mestre das Ordens, nem dos lordes dos Estado Latinos. Em setembro, esta cruzada foi aniquilada pelas forças muçulmanas. Templários, Hospitalários e Teutônicos, que se recusaram a juntar-se na maluquice desses cruzados franceses, só recuperaram poucos sobreviventes e abrigá-los em Acre. Armando de Périgord conseguiu obter uma trégua com o sultão de Damas e os Hospitaleiros fizeram o mesmo com o sultão do Egipto. Em 1244, o sultão de Damas pediu ajuda dos Templários para combater os corásmios, uma tribo originária da Ásia Menor empurrada para a Síria pela invasão mongol. Em outubro de 1244, Templários, Hospitalários e Teutônicos, reconciliados finalmente, e o sultão de Damas bravos perto da cidade de La Forbie e os exércitos aliados do sultão do Cairo e de Corásmios. Em 18 de outubro, a coalizão franco-muçulmana é derrotada. Mais de 30.000 morte dos dois lados no campo de batalha. Armand de Périgord é um dos poucos cavaleiros capturados. Apenas cerca de trinta Templários e Hospitalários terá sucesso se juntar Ascalão, ainda em mãos cristãs.
Alguns historiadores mencionam que Armando de Périgord foi morto durante essa batalha perto de La Forbie, o mesmo que o Mestre dos Hospitalários. Alguns outros, por outro lado, falam que ele foi capturado e que morreu no cativeiro em 1247. Contudo, Guillaume de Sonnac aparece apenas como Mestre do Templo em 1247.

## Fonte
- «Armand de Périgord(1178-1247)». www.templiers.org (em inglês). Projet Braucéant. Consultado em 26 de junho de 2011